# Lee Hyun-Suk
Lee Hyun-Suk (26 de enero de 1971) es un deportista surcoreano que compitió en taekwondo. Ganó una medalla de oro en el Campeonato Mundial de Taekwondo de 1989 en la categoría de –76 kg.

## Palmarés internacional
| Campeonato Mundial | Campeonato Mundial   | Campeonato Mundial | Campeonato Mundial |
| Año                | Lugar                | Medalla            | Categoría          |
| ------------------ | -------------------- | ------------------ | ------------------ |
| 1989               | Seúl (Corea del Sur) | Medalla de oro     | –76 kg             |